# 崞山県
崞山県（こうざん-けん）は、中華人民共和国山西省にかつて存在した県。現在の大同市渾源県西部に相当する。
前漢により設置された崞県を前身とする。南北朝時代、北魏により崞山県と改称され、北周により廃止された。